# Erzo Isakov
Erzo Shamil Tajeldeen Isakov (ur. 2001) – jordański zapaśnik walczący w stylu wolnym. Zajął jedenaste miejsce na mistrzostwach Azji w 2024. Wygrał mistrzostwa arabskie w 2023 i 2024; drugi w 2019 roku. 